# 春日舞織
春日 舞織（かすが まおり、Maori Kasuga）は、悠紀エンタープライズ開発の2D対戦型格闘ゲーム『アルカナハート』シリーズに登場する架空の人物。
担当声優は土谷麻貴。

## キャラクター設定
春日一族は、古来から聖霊関連の事変を処理してきた。現当代の四姉妹も、普段は神宮で神職の手伝いをしているが、関東一円での事変に際して聖霊庁に応じてそれに対処している。
『1』『Full』では、関東上空に現れた不穏な気配の調査の為、神依達とは違った切り口で調査を開始する。『3』では、ドレクスラー機関を追っているペトラたちの動向を気にしている。
『Full』までの戦闘ステージは、代々木・春日神宮。アルカナフォース時は、空に船のような聖霊と、狐の嫁入りの行列が現れる。

## 人物
春日四姉妹の次女で、巫女装束を着用した長い黒髪の少女。もみ上げの部分に黄色のリボンを結んでいるのが特徴。早くに母を亡くし普段から家事全般をこなしているだけあって、同世代の者と比べると非常に落ち着いた性格をしている。口調も物腰の柔らかな丁寧。しかし小糸と小唄がはしゃぎ過ぎてちゃんとしていない時などは、強い口調でたしなめることも有る。
代々受け継いできた「春日流退魔法術」を習得しており、姉妹の中では最も高い聖霊力を持つため、4人の陣頭指揮を執る。ただし「春日流退魔法術」は4人で陣を組むことが基本となっている為に自分1人が戦っていると言う自覚は無い。一門の継承者としての自覚とプライドはしっかり持っているようで、勝利メッセージなどの一部にもそれを感じさせるものが有る。
登場する同年齢のキャラクターの中では、最も優れたプロポーションの持ち主。なお企画時は胸を大きくする予定はなかったとのこと。

### 鼓音
鼓音（つづね）は舞織の姉で、春日四姉妹の長女。髪は青みの掛かった銀の短髪で、もみ上げの部分に緑のリボンを巻いている。舞織とは違い、袖の無い巫女装束を身にまとったアクティブないでたち。妹の舞織以上のグラマラスなボディスタイルの持ち主。
御苑女学園の高等部に通っている。霊力では舞織にかなわないものの身体能力に長け、それを駆使して舞織を護衛及び補助する。その長所を伸ばす為に、学校では空手部に所属しており、鍛錬を怠らない。長女だけあって面倒見がよく、頼れる姉といった感じ。『すっごい!』から登場する犬若あかねとは同級生。
舞織の必殺技の「街風駆け」や「雷神落とし」の際に攻撃に参加し、勝利ポーズなどにも姿を現す。声の担当は、山本麻里安（1）、木村はるか（2）。

### 小糸・小唄
小糸（こいと）と小唄（こうた）は、舞織の妹の双子の姉妹。二人とも黒のストレートヘアーで、青いリボンの方が小糸で、紫のリボンの方が小唄。因みに、小唄が末っ子。
潜在する聖霊力では舞織以上と目されているが、まだ幼いので大きな役割を任される事は無い。性格は明るく元気で、リボンを交換して見分けがつかなくする等の悪戯をするが、舞織にはすぐ見破られてしまう。
『すっごい!』までの登場キャラクターの中では最年少だった（『3』では5歳児のえこが登場する）。舞織のエンディングでは、学校にも巫女装束で通っている姿が見て取れる。
舞織の必殺技の「飛計路翔け」や「雅楽備え」の時に攻撃に参加する。超必殺技の「神来社の矢 神座」は、4人の力を合わせなければならないため、小糸・小唄の協力が不可欠。声の担当は、吉田真弓（1）、辻あゆみ（2）。

## キャラクターの特徴
通常攻撃は常に手にしている独楽を武器として使って戦い、必殺技は姉や妹達の協力を得てのものが多い。「桜花の舞」からのループが使い勝手がよく、これをきめるために技を出して牽制しながら相手を誘い込むのが基本になっている。ただし、攻めのパターンが少なく偏りがちなため、単調になり動きを読まれやすいという欠点が有る。また、「桜花の舞」も一長一短ですぐ出来ると言うわけでもないので、ある程度の慣れが必要になる。しかしながら、パターンが単調とはいえ使いやすく手軽なため、初心者向きのキャラクターとも言える。

## 技の解説

### 必殺技
雪花の舞（せっかのまい）
空中戦用の飛び道具による必殺技。独楽を斜め下に向けてとばす。ボタン強度によって発射される角度が変化し、Cの方がより遠くまで飛ぶ。地面へ着地後、Bはその場に停滞し一定時間留まり、Cは後方に一定距離移動する。発生時のモーションの光の紐にも当たり判定が存在。この紐を相手にヒットさせた場合、ホーミングキャンセルが可能になる。
月下の舞（げっかのまい）
『2』から登場。「雪花の舞」がヒット中の時のみ発動する。光の紐で紐で相手を引き寄せる。この技を出していても、独楽を飛ばすことはできる。
桜花の舞（おうかのまい）
光の紐で相手を掴み、上空へ打ち上げる。ボタンによって紐を出す軌道が変化。Aは斜め上で空中ガード不可能、Bは真横、Cは斜め下方向で下段属性になっている。また強度によって相手を飛ばすも距離が変わり、Aの方が近くCの方が位置が遠い。打ち上げた後の相手の硬直時間が長い為、舞織のコンボの基本となる技となっている。
街風駆け（つむじがけ）
後方から鼓音が現れ、前方に滑るように移動しながら正拳突きを繰り出す。ボタン強度によって鼓音の移動距離と硬直時間が変化し、AよりCの方がより遠くまで移動し硬直時間が長い。鼓音自体に接触判定が存在し、相手に触れた瞬間正拳突きの攻撃が発生。触れない場合は、一定距離を移動した後に自動的に正拳突きに移行する。鼓音には「相殺」判定が存在せず、空中ガードが不能。更に、相手を画面端の壁に叩きつける効果もある。ガードキャンセル時の使用など、非常に優秀な技。
雷呻落とし（らいしんおとし）
上方から鼓音が現れ、斜め下に向かって蹴りを放つ。空中からの攻撃故に中段属性の為、しゃがみガード不可能。ボタン強度によって鼓音の出現位置が変化。Aは舞織の目の前、Bは舞織と対戦相手との中間位置、Cは相手のほぼ真上に現れる。位置の調整次第では多段ヒットする。
飛計路翔け（ひけじがけ）
小糸・小唄が巨大な折鶴に乗って飛翔する飛び道具。飛び道具ではあるが、相手の飛び道具で打ち消されずにかき消す。2種類のコマンドがあり、波動拳コマンド時は舞織の後方から前方に向かって小糸が、逆波動拳コマンド時は相手の後方から舞織のほうに向かって小唄が飛んでくる。ボタンの強度によって飛行する軌道が変化し、Aは地面沿いから現れて下から上に向かって、Bは斜め上方向から下降し中央で上方にむかって孤を描くように移動し、Cは上方から斜め下方に向かって緩やかな角度で移動する。小糸・小唄一人ずつしか居ない為に、当然の事ながら一度画面外に消えなければ発動は不可能だが、二人を同時に呼ぶ事は可能。空中で出す事も可能で、相手をかく乱する事ができる。発動時、舞織が必ず後方にステップする。発動の時間が若干遅く、小糸・小唄が現れるまでに舞織がダメージを受けてしまうと出現しない。
雅楽備え（こまぞなえ）
『3』から登場。画面内に小糸か小唄が登場して、舞織の代わりにアルカナ必殺技やアルカナ超必殺技を繰り出す。

### 超必殺技
破魔の獅子吼（はまのししく）
「雷呻落とし」の後に「街風駆け」の正拳突きで相手を弾き飛ばす、双方を合わせた連続技。発生と同時に鼓音が出現し、舞織自体も無敵状態になる為に技を妨害される事がない為、非常に優秀な技。ただし、一撃目の「雷呻落とし」をガードされてしまった場合、二撃目の「街風駆け」は飛び越されてしまい当たらない。
退魔の瑞鶴（たいまのずいかく）
強化版「飛計路翔け」。小糸、小唄の順で連続で「飛計路翔け」を食らわせる。「飛計路翔け」時と違い、ヒット時に相手を燃焼させる効果が発生し、小唄の攻撃には相手をきりもみしながら画面橋の壁に叩きつける効果が付いている。発動時に無敵時間が存在するが、技自体の発動が若干遅い上に発動前に無敵時間が消滅し、小糸が現れる前に舞織がダメージを受けると、技が成立せずキャンセルされてしまう。
雪月花の舞（せつげっかのまい）
『2』から登場。「月下の舞」発動中のみ使用できる。独楽を花のように咲かせ、多段ヒットさせる技。

### クリティカルハート
神来社の矢 （からいとのや）
もとは超必殺技だったが、『2』でクリティカルハートに変更。オーラを纏った光の矢を前方に向かって打ち出す飛び道具。技自体に無敵時間がないが、「相殺」が発生せず相手の飛び道具をかき消す効果もある。この時点ではゲージ消費は一本のみである。
神来社の矢 鼓舞（からいとのや こぶ）
「神来社の矢」の暗転中に同じコマンドを追加入力する事で発動する派生技。鼓音が登場して舞織を援助し、技の発生速度と威力が上昇する。ゲージを一本追加で消費し、2ゲージ消費になる。この技を使用すると「神来社の矢 禊」と「神来杜の矢 祓」を発動出来なくなる（この技から「神来杜の矢 祓」へ派生させることも出来ない）他、技後の鼓音が画面外に消えるまでの間、鼓音が登場する技である「街風駆け」「雷呻落とし」「破魔の獅子吼」が使用不可能になる。
神来社の矢 神座 （からいとのや かむくら）
「神来社の矢 鼓舞」の暗転中に同じコマンドを追加入力する事で発動する派生技。小糸・小唄が登場して舞織を援助して、計4人の力を合わせて矢を放つ。技の発生速度と威力が更に上昇するが、ゲージも消費量も一本追加され3ゲージ消費する。サポート役の姉妹らが画面外に消えるまでの間、上記の鼓音の技に加えて小糸・小唄の登場する「飛計路翔け」「退魔の瑞鶴」が使用不可能になる。
神来社の矢 禊（からいとのや　みそぎ）
『2』から登場。「神来社の矢 鼓舞」が矢を打ち出す前に使用するのに対し、こちらは発射後に同じコマンドを追加入力する事で発動する派生技である。鼓音が登場して舞織を援助し、二発目を発射する。ゲージを一本追加で消費し、2ゲージ消費になる。この技から「神来社の矢 神座」に派生する事は出来ないが、発射前に「神来社の矢 鼓舞」に繋ぐことはできる。また、技後の鼓音が画面外に消えるまでの間、鼓音が登場する技である「街風駆け」「雷呻落とし」「破魔の獅子吼」が使用不可能になる。
神来杜の矢 祓（からいとのや　はらい）
『2』から登場。「神来社の矢 禊」で矢を発射した後に同じコマンドを追加入力する事で発動する派生技。小糸・小唄が登場して舞織を援助して、三人で三本目の矢を放つ（鼓音はいなくなる）。ゲージも消費量も一本追加され3ゲージ消費する。ゲージに余裕があれば、この技から「神来社の矢 鼓舞」への派生も可能である。小糸・小唄らが画面外に消えるまでの間は、小糸・小唄の登場する「飛計路翔け」「退魔の瑞鶴」が使用不可能になる。

## 契約アルカナ
“君臨する原初の土偶” 土のアルカナ オホツチ（Ohtsuchi）
巨大なロボットのような土偶。日本神話以前の時代、人々の信仰の対象として製造され崇拝されてきた巨大土偶が、意思を持ち聖霊となった存在。近隣諸国からの侵略を受けた時には自ら動き出して戦い、土地を長い間守り続けてきた。現在は春日神宮の本殿で祀られ、自分を信仰してくれる春日一族の退魔の為に力を貸している。

### 属性効果
磐石（ばんじゃく）
レバー前入れ及び斜め前入れのC攻撃時、防御属性を自キャラに付与する。
岩戸（いわと）
ダッシュ時、防御属性を自キャラに付与する。

### アルカナ必殺技
要石（かなめいし）
自キャラの手前上空に、ヒット時にダウンを奪う効果のある巨大な岩を召喚し落下させる飛び道具。岩が出現してしまえさえすれば、自キャラがダメージを受けても岩が消滅する事がない。岩は、落下中に左右にある程度移動させる事が可能。空中での使用が可能。
開地門（かいちもん）
自キャラの正面からオホツチの巨大な拳が現れ、パンチをする。空中復帰が不可能な時間が長く、ホーミングからの連携開始技として使い易く連続技にも組み込み易い。跳ね返すことが不可能で相殺も発生せず、空中での使用も可能。

### アルカナ超必殺技
開地門 殺鬼道（かいちもん さっきどう）
強化版「開地門」。ガードしても、相手を画面端の壁に叩きつける効果がある。ガードされた場合は壁受身不可能だが、叩き付けられる前の復帰は可能。拳の中心にクリーンヒット判定が存在する為、そこに当てる事ができれば大ダメージを与える事ができる。発生が若干遅い為に暗転中にバックステップで回避されやすいが、射程が広いので画面中央から相手よりならば当てる事ができる。「開地門」同様、空中での使用が可能。
開天府 滅鬼陣（かいてんぷ めっきじん）
画面上空からオホツチの足が現れ、相手を踏み潰す。中段属性の為しゃがみガード不能で、相手の位置を自動追尾して発動する。ヒットした場合相手を必ずダウンを奪う事ができる。尚ダウン中の相手にヒットさせた場合は、相手が地面にめり込む。

### アルカナブラスト
開人戸 浄神府（かいじんと　じょうしんふ）
『2』から登場。ダメージを受けても仰け反らないスーパーアーマー状態になるが、ガードが不可能になってしまう。ロック技には弱いので注意が必要。

### アルカナフォース
地霊尊 軍奉行（ちれいそん いくさぶぎょう）
発動させると移動速度が遅くなりガード不可能となるが、発動中ダメージを受けても仰け反らないスーパーアーマー状態になる。ただし、投げ技のような相手を拘束する技はちゃんと受ける。

### アルカナブレイズ
大土神 大祓詞 （おおつちのかみ おおはらえこおとば）
画面中央下からオホツチが現れ、アッパーするように拳を打ち上げる。発動が非常に遅く極端に当て辛いが、威力の高さは折り紙付き。ヒットした場合は、ガードの有無に関係なく相手を上空に打ち上げる効果がある。

## その他
- 舞織達の母親は「春日流退魔法術」の先代の後継者であり、神依が前回覚醒した時に面識がある。小糸・小唄を出産した後すぐに死去してしまったらしい。享年などは不明であるが、神依の前回の覚醒が30年以上前とされている事から小糸・小唄の7歳から差し引いた年数に舞織と同年齢の14を足すと、最低でも30代後半で死去したと思われる。父親に関する生存や所在などに関しては一切不明。
- 「春日流退魔法術」は、4人で陣を組む事を基本としている。これから推測すると、先代である母親にも姉妹が居る可能性があるが、神依の話からはそのような様子は描写されていない。
- 家事のほぼ全ては舞織がこなしている。作中のエンディングでは、小糸と小唄のお弁当も作っている。
- 部屋は畳敷きの純和風の部屋で、毎日掃除を欠かさず整っている。床の間には先代の形見の和弓が飾られ、壁には小糸と小唄が描いてくれた舞織の似顔絵が張られており、宝物として大事にしている。
- 御苑女学園の制服姿は、冴姫と同じように赤いベストを着る。